# Me & My
Me & My är en dansk musikgrupp som utgörs av en duo, bildad 1991. Duon består av systrarna Susanne Georgi och Pernille Georgi. De fick sitt genombrott 1995 med låten Dub-i-Dub som blev en stor hit i hela Europa.

## Diskografi
- 1995 – Me & My
- 1999 – Let the Love Go On
- 2001 – Fly High